# Souleymane Cissé
Souleymane Cissé (ur. 21 kwietnia 1940 w Bamako, zm. 19 lutego 2025 tamże) – malijski reżyser, scenarzysta i producent filmowy. Jeden z najważniejszych twórców kina afrykańskiego.

## Życiorys
Urodził się w Bamako i wychował się w rodzinie muzułmańskiej. Od dzieciństwa był zapalonym kinomanem. Do szkoły średniej uczęszczał w Dakarze, powrócił do Mali w 1960 po uzyskaniu przez ten kraj niepodległości.
Dzięki uzyskanemu stypendium wyjechał na studia reżyserskie do Moskwy. W 1970 powrócił do ojczyzny i znalazł zatrudnienie jako operator filmowy w tamtejszym Ministerstwie Informacji. Początkowo tworzył filmy dokumentalne i krótkometrażowe. W fabule zadebiutował obrazem Pięć dni życia (1973).
Przełomowym dziełem w jego karierze był Bagażowy (1978), ukazujący konflikt sumienia, przed jakim musi stanąć młody kierownik fabryki. Światło (1987) zdobyło Nagrodę Jury i Wyróżnienie Jury Ekumenicznego podczas 40. Międzynarodowego Festiwalu Filmowego w Cannes. Film Waati (1995) startował w konkursie głównym podczas 48. Międzynarodowego Festiwalu Filmowego w Cannes.
Członek jury konkursu głównego podczas 36. Międzynarodowego Festiwalu Filmowego w Cannes (1983) oraz podczas 53. Międzynarodowego Festiwalu Filmowego w Wenecji (1996). Zasiadał również w jury sekcji „Cinéfondation” podczas 59. Międzynarodowego Festiwalu Filmowego w Cannes (2006).